# Championnat d'Ukraine masculin de volley-ball
Le Championnat d'Ukraine de volley-ball masculin est la compétition nationale majeure, créée en 1991.

## Palmarès
| Année | Champion                | Finaliste                   | Troisième                  |
| ----- | ----------------------- | --------------------------- | -------------------------- |
| 1992  | Shakhtar Donetsk        | Lokomotiv Kharkiv           | Azot Tcherkassy            |
| 1993  | Shakhtar Donetsk        | Dynamo Kiev                 | Torpedo Odessa             |
| 1994  | Lokomotiv Kharkiv       | Lokomotiv Kiev              | Torpedo Odessa             |
| 1995  | Lokomotiv Kiev          | Lokomotiv Kharkiv           | Shakhtar Donetsk           |
| 1996  | Lokomotiv Kharkiv       | Dorozhnyk Odessa            | Azot Tcherkassy            |
| 1997  | Dorozhnyk Odessa        | Azot Tcherkassy             | Stirol Horlivka            |
| 1998  | Dorozhnyk Odessa        | Dynamo Kiev                 | Azot Tcherkassy            |
| 1999  | Dorozhnyk Odessa        | Azot Tcherkassy             | SK Air Vinnytsia           |
| 2000  | Azot Tcherkassy         | Dorozhnyk Odessa            | Lokomotiv Kharkiv          |
| 2001  | Lokomotiv Kharkiv       | Azot Tcherkassy             | Iourakademia Kharkiv       |
| 2002  | Lokomotiv Kharkiv       | Azot Tcherkassy             | Iourakademia Kharkiv       |
| 2003  | Lokomotiv Kharkiv       | Iourakademia Kharkiv        | Azot-Spartak Tcherkassy    |
| 2004  | Lokomotiv Kharkiv       | Iourakademia Kharkiv        | Markokhim Marioupol        |
| 2005  | Lokomotiv Kharkiv       | Markokhim Marioupol         | Azot-Spartak Tcherkassy    |
| 2006  | Azot-Spartak Tcherkassy | Krymsoda Krasnoperekopsk    | Markokhim Marioupol        |
| 2007  | Lokomotiv Kharkiv       | Azot-Spartak Tcherkassy     | Azovstal Marioupol         |
| 2008  | Lokomotiv Kiev          | Lokomotiv Kharkiv           | Impexagro Sport Tcherkassy |
| 2009  | Lokomotiv Kharkiv       | Dynamo Tchernivtsi Bucovine | Krymsoda Krasnoperekopsk   |
| 2010  | Lokomotiv Kharkiv       | Krymsoda Krasnoperekopsk    | Impexagro Sport Tcherkassy |
| 2011  | Lokomotiv Kharkiv       | Impexagro Sport Tcherkassy  | Łoko-Ekspres Kharkiv       |
| 2012  | Lokomotiv Kharkiv       | Krimsoda Krasnoperekopsk    | Favorit Loubny             |
| 2013  | Lokomotiv Kharkiv       | Krimsoda Krasnoperekopsk    | Favorit Loubny             |
| 2014  | Lokomotiv Kharkiv       | VK Dnipro                   | Favorit Loubny             |
| 2015  | Lokomotiv Kharkiv       | Khimprom Youjne             | Yurydychna Akademіya       |
| 2016  | Lokomotiv Kharkiv       | Khimprom Youjne             | Yurydychna Akademіya       |
| 2017  | Lokomotiv Kharkiv       | VC Barkom-Kazhany           | VK Vinnytsia               |
| 2018  | VC Barkom-Kazhany       | Lokomotiv Kharkiv           | Novator Khmelnytskyi       |
| 2019  | VC Barkom-Kazhany       | Sertse Podillia             | MKHP Vinnytsia             |

## Listes des équipes en compétition

### Saison 2019-2020
- Barkom-Kazhany Lviv
- Podillya Khmelnytskyï
- VNAU
- Zhytychi Jytomyr
- Yurakademiya Kharkiv
- Burevestnik Kharkiv
- Lokomotiv Kharkiv
- Novator Khmelnytskyï